# 圣西尔 (阿尔代什省)
圣西尔（法語：Saint-Cyr，法語發音：[sɛ̃ siʁ]）是法国阿尔代什省的一个市镇，属于罗讷河畔图尔农区。

## 地理
圣西尔（45°15'7"N, 4°43'50"E）面积8.12 平方千米，位于法国奥弗涅-罗讷-阿尔卑斯大区阿尔代什省，该省份为法国东南部内陆省份，北起顺时针与卢瓦尔省、伊泽尔省、德龙省、沃克吕兹省、加尔省、洛泽尔省和上盧瓦爾省接壤。
与圣西尔接壤的市镇（或旧市镇、城区）包括：科隆比耶-勒卡尔迪纳勒、达韦济约、波格尔、圣代西拉、圣艾蒂安德瓦卢、托朗克、韦尔诺斯克-莱萨诺奈。

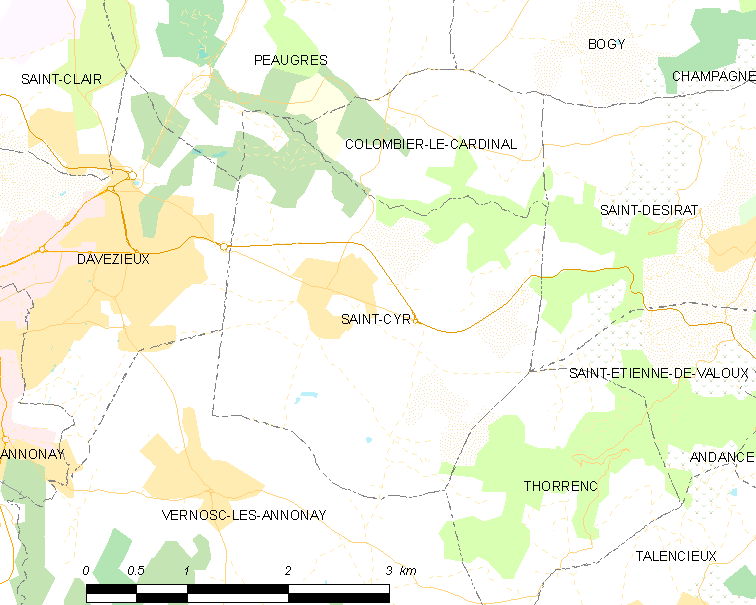
的OSM定位图

圣西尔的时区为UTC+01:00、UTC+02:00（夏令时）。

## 行政
圣西尔的邮政编码为07430，INSEE市镇编码为07227。

## 政治
圣西尔所属的省级选区为阿诺奈第一县。

## 人口

1962-2008年间人口变化图示

圣西尔于2022年1月1日时的人口数量为1430人。